# Aarne-Thompson-Uther-Index
Der Aarne-Thompson-Uther-Index (ATU) ist eine von Antti Aarne begründete und von Stith Thompson und  Hans-Jörg Uther ergänzte und überarbeitete Klassifikation von Märchen- und Schwankgruppen, die in der internationalen und vergleichenden Erzählforschung große Bedeutung erlangt hat. Bis 2004 wurde sie als Aarne-Thompson-Index bezeichnet und als AaTh abgekürzt.

## Entstehung
1910 schrieb Aarne das Verzeichnis der Märchentypen mit Hülfe von Fachgenossen ausgearbeitet, welches auf finnischen Sammlungen, auf den Kinder- und Hausmärchen der Brüder Grimm sowie auf der dänischen Sammlung Svend Grundtvigs basierte. Im Jahr darauf veröffentlichte er das Buch Finnische Märchenvarianten. Verzeichnis der bis 1908 gesammelten Aufzeichnungen. 1927 veröffentlichte Thompson die erste Erweiterung des Systems in einer englischen Übersetzung von Aarnes Verzeichnis, 1961 die zweite mit The Types of the Folktale. A classification and bibliography. Darin gliederte er die Märchen- und Schwankgruppen und wies ihnen Nummernbereiche zu (AaTh). Im Jahr 2004 überarbeitete Hans-Jörg Uther von der Enzyklopädie des Märchens den Katalog. Seitdem heißt er Aarne-Thompson-Uther (ATU).

## Bedeutung und Kritik
Alle großen Erzählarchive der Welt sind nach diesem Index geordnet, z. B. in Bloomington, Kopenhagen, Marburg, Göttingen und Rostock. Er ist bis heute trotz der häufigen Kritik, die sich wegen der Beschränkung auf europäische Varianten in Eurozentrismus-Vorwürfen und auch darin äußert, dass andere Erzähltypen wie Sagen, Legenden usw. ausgeklammert werden, international verbindlich.

## Aufbau
Thompson gliederte die Märchen- und Schwankgruppen und wies ihnen Nummernbereiche zu. In der ersten Erweiterung 1927 markierte Thompson neue Kategorien mit Sternchen. In der zweiten Erweiterung durch Thompson 1961 wurden alle Erweiterungen durch Buchstaben hinter den Typennummern ersichtlich gemacht. Vereinzelt wurden dabei auch Märchen anderen Typennummern zugeordnet als denjenigen, unter denen sie ursprünglich kategorisiert wurden. In Klammern stehen jeweils die deutschen Bezeichnungen von Aarne aus dem Jahr 1910.
- 0001–0299: Animal Tales (Tiermärchen)
- 0300–0749: Tales of Magic (Zaubermärchen)
- 0750–0849: Religious Tales (Legendenartige Märchen)
- 0850–0999: Romantic Tales (Novellenartige Märchen)
- 1000–1199: Tales of the Stupid Ogre (Märchen vom dummen Teufel/Riesen)
- 1200–1999: Jokes and Anecdotes (Schwänke)
- 2000–2400: Formula Tales (noch nicht bei Aarne)
- 2401–2500: Unclassified Tales (noch nicht bei Aarne)

Beispiel:
- ATU 974 Heimkehr des Gatten

## Typenkatalog (Auszug)
- Quelle: * Hans-Jörg Uther: Deutscher Märchenkatalog. Ein Typenverzeichnis. 2015. Waxmann, Münster 2015. ISBN 978-3-8309-3332-8
- KHM = Kinder- und Hausmärchen der Brüder Grimm

### Tiermärchen ATU 1–299
- ATU 1–99 Wildtiere
- ATU 100–149 Wildtiere und Haustiere
- ATU 150–199 Der Mensch und die Wildtiere
- ATU 200–219 Haustiere
- ATU 220–299 Andere Tiere und Gegenstände

### Zaubermärchen ATU 300–749

#### Übernatürliche Gegenspieler ATU 300–399
- ATU 300 Der Drachentöter
- ATU 300A Der Kampf auf der Brücke
- ATU 301 Die drei entführten Prinzessinnen (KHM 91 Dat Erdmänneken, KHM 99 Der Geist im Glas, KHM 106 Der arme Müllerbursch und das Kätzchen, KHM 166 Der starke Hans, KHM 177 Die Boten des Todes)
- ATU 301D Der Ring der Prinzessin
- ATU 302 Des Teufels Herz im Ei (KHM 197 Die Kristallkugel)
- ATU 302B Leben abhängig vom Schwert
- ATU 302C Das Zauberpferd
- ATU 303 Die Zwillinge oder Blutsbrüder (KHM 60 Die zwei Brüder, KHM 85 Die Goldkinder)
- ATU 303A Brüder und Schwestern als Eheleute
- ATU 304 Die gefährliche Nachtwache (KHM 111 Der gelernte Jäger)
- ATU 305 Drachenblut als Heilmittel
- ATU 306 Die zertanzten Schuhe (KHM 133 Die zertanzten Schuhe)
- ATU 307 Die Prinzessin im Sarg
- ATU 310 Jungfrau im Turm (KHM 12 Rapunzel)
- ATU 311 Rettung durch die Schwester (KHM 46 Fitchers Vogel, KHM 66 Häsichenbraut)
- ATU 311B Rettung durch die Tasche
- ATU 312 Mädchenmörder (Blaubart) (KHM 46 Fitchers Vogel)
- ATU 312A Das gerettete Mädchen
- ATU 312C Die gerettete Braut
- ATU 312D Rettung durch den Bruder
- ATU 313 Die Magische Flucht (KHM 51 Fundevogel, KHM 56 Der Liebste Roland, KHM 76 Die Nelke, KHM 79 Die Wassernixe, KHM 113 De beiden Künigeskinner, KHM 186 Die wahre Braut, KHM 193 Der Trommler)
- ATU 313E Die Flucht der Schwester
- ATU 314 Goldener (KHM 136 Der Eisenhans)
- ATU 314A Der Hirte und die drei Riesen
- ATU 314A* Tier als Fluchthelfer
- ATU 315 Die treulose Schwester (KHM 60 Die zwei Brüder, KHM 85 Die Goldkinder, KHM 121 Der Königssohn, der sich vor nichts fürchtet)
- ATU 315A Die kannibalische Schwester
- ATU 316 Die Nixe im Teich (KHM 181 Die Nixe im Teich)
- ATU 317 Der Baum der in den Himmel wächst
- ATU 318 Die treulose Ehefrau
- ATU 321 Augen von Hexe wiedergewonnen
- ATU 322* Magnetberg zieht alles an
- ATU 325 Der Magier und sein Schüler
- ATU 325* Der Zauberlehrling
- ATU 325** Zauberer wird bestraft
- ATU 326 Jüngling wollte Fürchten lernen (KHM 4 Märchen von einem, der auszog, das Fürchten zu lernen)
- ATU 326A* Seele aus Qual gerettet
- ATU 326B* Der Jüngling und der Leichnam
- ATU 327 Die Kinder und der Oger
- ATU 327A Hänsel und Gretel (KHM 15 Hänsel und Gretel)
- ATU 327B Die Brüder und der Oger (Der kleine Däumling)
- ATU 327C Der Teufel trägt den Helden im Sack heim
- ATU 327D Der Kiddelkaddelkar
- ATU 327F Die Hexe und der Fischersjunge
- ATU 327G Der Bruder am Hexenhaus
- ATU 328 Der Junge stiehlt des Ogers Schatz
- ATU 328A Jack und die Bohnenstange
- ATU 328* Drei Riesen mit einem Auge
- ATU 328A* Drei Brüder stehlen Sonne, Mond und Stern zurück
- ATU 329 Vor der Prinzessin verstecken (KHM 191 Das Meerhäschen)
- ATU 330 Der Schmied und der Teufel (KHM 81 Bruder Lustig, KHM 82 De Spielhansl)
- ATU 331 Der Geist in der Flasche
- ATU 332 Gevatter Tod (KHM 42 Der Herr Gevatter, KHM 44 Der Gevatter Tod)
- ATU 332C* Unsterblichkeit gewonnen durch Betrug des Todes
- ATU 333 Rotkäppchen (KHM 26 Rotkäppchen)
- ATU 334 Haushalt der Hexe
- ATU 335 Des Todes Boten
- ATU 360 Handel der drei Brüder mit dem Teufel (KHM 120 Die drei Handwerksburschen)
- ATU 361 Bärenhäuter (KHM 101 Der Bärenhäuter)
- ATU 361* Der Wolf mit der Eisenhand
- ATU 362* Des Teufels Freundlichkeit
- ATU 363 Der Leichenesser
- ATU 365 Der tote Bräutigam trägt seine Braut davon (Lenore)
- ATU 366 Der Mann vom Galgen
- ATU 368C* Der Tod der grausamen Stiefmutter
- ATU 369 Der Jüngling auf der Suche nach seinem verlorenen Vater

#### Übernatürliche oder verzauberte Frau (Mann) oder andere Verwandte ATU 400–459

##### Frau ATU 400–424
- ATU 400 Der Mann auf der Suche nach der verlorenen Ehefrau (KHM 92 Der König vom goldenen Berg, KHM 93 Die Rabe, KHM 193 Der Trommler)
- ATU 401A* Die Soldaten im verzauberten Schloss
- ATU 402 Die Tierbraut (KHM 63 Die drei Federn, KHM 106 Der arme Müllerbursch und das Kätzchen)
- ATU 402* Die Prinzessin, die einen ungeliebten Freier verachtete
- ATU 402A* Prinzessin in eine Kröte verwandelt
- ATU 403 Die schwarze und die weiße Braut (KHM 13 Die drei Männlein im Walde, KHM 89 Die Gänsemagd, KHM 135 Die weiße und die schwarze Braut)
- ATU 403C Die unterschobene Braut
- ATU 404 Die geblendete Braut
- ATU 405 Jorinde und Joringel (KHM 69 Jorinde und Joringel, KHM 123 Die Alte im Wald)
- ATU 406 Der Kannibale
- ATU 407 Das Mädchen als Blume (KHM 160 Rätselmärchen)
- ATU 408 Die drei Orangen (Die drei Zitronen)
- ATU 409 Das Mädchen als Wolf
- ATU 409A Das Mädchen als Geiß
- ATU 409A* Das Mädchen als Schlange
- ATU 409B* Die versprochene übernatürliche Ehefrau
- ATU 410 Schlafende Schönheit (KHM 50 Dornröschen, KHM 163 Der gläserne Sarg)
- ATU 410* Das versteinerte Königreich
- ATU 411 Der König und die Lamia
- ATU 412 Das Mädchen (Jüngling) mit abtrennbarer Seele im Halsband
- ATU 413 Die gestohlenen Kleider

##### Mann ATU 425–449
- ATU 425 Die Suche nach dem verlorenen Ehemann (KHM 137 De drei schwatten Prinzessinnen)
- ATU 425A Das Tier als Bräutigam (KHM 127 Der Eisenofen)
- ATU 425B Sohn der Hexe (Amor und Psyche)
- ATU 425C Die Schöne und das Biest (KHM 88 Das singende springende Löweneckerchen)
- ATU 425D Der verschwundene Ehemann
- ATU 425E Der verzauberte Ehemann singt Schlaflied (Der Riegel)
- ATU 425M Die Schlange als Bräutigam (Eglė, die Königin der Nattern)
- ATU 425* Beleidigter Bräutigam entzaubert
- ATU 426 Die zwei Mädchen, der Bär und der Zwerg (KHM 161 Schneeweißchen und Rosenrot)
- ATU 430 Der Esel (KHM 144 Das Eselein)
- ATU 431 Das Haus im Wald (KHM 169 Das Waldhaus)
- ATU 432 Der Prinz als Vogel (KHM 62 Die Bienenkönigin)
- ATU 433B König Lindwurm
- ATU 434 Die gestohlenen Juwelen
- ATU 434* Der Taucher
- ATU 440 Der Froschkönig oder der eiserne Heinrich (KHM 1 Der Froschkönig oder der eiserne Heinrich)
- ATU 441 Hans mein Igel (KHM 108 Hans mein Igel)
- ATU 442 Die Alte im Wald (KHM 123 Die Alte im Wald)
- ATU 444* Verzauberter Prinz entzaubert
- ATU 449 Sidi Numan

##### Bruder und Schwester ATU 450–459
- ATU 450 Kleiner Bruder und kleine Schwester (KHM 11 Brüderchen und Schwesterchen, KHM 13 Die drei Männlein im Walde, KHM 89 Die Gänsemagd, KHM 141 Das Lämmchen und Fischchen)
- ATU 451 Mädchen sucht seine Brüder (KHM 9 Die zwölf Brüder, KHM 25 Die sieben Raben, KHM 49 Die sechs Schwäne, Afanassjew 113 Wilde Schwäne)
- ATU 452B* Die Schwestern als Ochsen
- ATU 459 Der glaubenmachende Sohn (Tochter)

#### Übernatürliche Aufgaben ATU 460–499
Quelle: Journal de la Société finno-ougrienne XXVII.
- ATU 460A Die Reise zu Gott (zum Glück)
- ATU 460B Die Reise auf der Suche nach dem Glück
- ATU 461 Drei Haare von des Teufels Bart (KHM 29 Der Teufel mit den drei goldenen Haaren)
- ATU 462 Die verstoßenen Königinnen und des Teufels Königin
- ATU 465 Mann wird verfolgt wegen seiner schönen Frau
- ATU 467 Die Suche nach der wunderbaren Blume (Juwel)
- ATU 470 Freunde in Leben und Tod
- ATU 470A Der beleidigte Schädel
- ATU 470B Das Land wo niemand stirbt
- ATU 471 Die Brücke zur Anderswelt
- ATU 471A Der Mönch und der Vogel
- ATU 475 Der Mann als Heizer des Höllenkessels (KHM 100 Des Teufels rußiger Bruder)
- ATU 476 Kohle wird zu Gold
- ATU 476* In des Frosches Haus
- ATU 476** Die Hebamme in der Unterwelt
- ATU 480 Der König und die unartigen Mädchen
- ATU 480A Mädchen und Teufel in seltsamem Haus
- ATU 480B* Drei Schwestern ziehen aus ihren kleinen Bruder zu retten
- ATU 480C* Weißes Brot in die Hölle bringen
- ATU 480D* Geschichten von artigen und unartigen Mädchen (KHM 24 Frau Holle)
- ATU 485 Borma Jarizhka
- ATU 485B* Die Kraft der Trunkenheit

#### Übernatürliche Helfer ATU 500–559
- ATU 500 Der Name des übernatürlichen Helfers (KHM 55 Rumpelstilzchen)
- ATU 500* Das Monster enthüllt das Rätsel
- ATU 501 Die drei alten Spinnerinnen (KHM 14 Die drei Spinnerinnen)
- ATU 502 Der wilde Mann (KHM 136a De wilde Mann, KHM 136 Der Eisenhans)
- ATU 503 Die Gaben des kleinen Volkes (KHM 182 Die Geschenke des kleinen Volkes)
- ATU 505 Der dankbare Tote
- ATU 506* Der Prophezeiung entkommen
- ATU 507 Des Monsters Braut (KHM 133 Die zertanzten Schuhe)
- ATU 510 Aschenputtel und Peau d’ Âne
- ATU 510A Aschenputtel (KHM 21 Aschenputtel)
- ATU 510B Peau d’Âne (KHM 65 Allerleirauh)
- ATU 510B* Die Prinzessin in der Brust
- ATU 511 Einauge, Zweiauge, Dreiauge (KHM 130 Einäuglein, Zweiäuglein und Dreiäuglein)
- ATU 513 Die ungewöhnlichen Kameraden (KHM 134 Die sechs Diener)
- ATU 513A Sechs gehen durch die ganze Welt (KHM 71 Sechse kommen durch die ganze Welt)
- ATU 513B Das Land- und Wasserschiff (KHM 165 Der Vogel Greif)
- ATU 514 Der Geschlechtertausch
- ATU 514** Eine junge Frau verkleidet als Mann, der von der Königin umworben wird
- ATU 515 Der Hirtenjunge
- ATU 516 Treuer John (KHM 6 Der treue Johannes)
- ATU 516C Amicus und Amelius
- ATU 517 Der Junge, der die Sprache der Vögel versteht (KHM 33 Die drei Sprachen)
- ATU 518 Männer kämpfen um Zauberdinge (KHM 197 Die Kristallkugel)
- ATU 519 Die starke Frau als Braut (Brünhilde)
- ATU 530 Die Prinzessin auf dem Glasberg (KHM 136 Der Eisenhans)
- ATU 530A Das Schwein mit den goldenen Borsten
- ATU 531 Das kluge Pferd (KHM 126 Ferenand getrü und Ferenand ungetrü)
- ATU 532* Der magische Ochse
- ATU 533 Der sprechende Pferdekopf (KHM 89 Die Gänsemagd)
- ATU 535 Junge von Tigern (Tieren) adoptiert (KHM 61 Das Bürle)
- ATU 537 Die Flucht auf dem dankbaren Adler
- ATU 540 Der Hund und der Seemann
- ATU 545 Die Katze als Helfer
- ATU 545A Das Katzenschloss
- ATU 545B Mietze in Stiefeln (Der gestiefelte Kater)
- ATU 545A* Das magische Schloss
- ATU 545D* Der Erbsenkönig
- ATU 546 Der kluge Papagei
- ATU 550 Vogel, Pferd und Prinzessin (KHM 57 Der goldene Vogel)
- ATU 551 Wasser des Lebens (KHM 97 Das Wasser des Lebens)
- ATU 552 Die Mädchen, die Tiere heirateten (KHM 197 Die Kristallkugel)
- ATU 554 Die dankbaren Tiere (KHM 17 Die weiße Schlange, KHM 62 Die Bienenkönigin)
- ATU 555 Der Fischer und seine Frau (KHM 19 Von dem Fischer un syner Fru)
- ATU 556F* Der Schäfer im Dienst einer Hexe
- ATU 559 Mistkäfer

#### Zaubergegenstände ATU 560–649
- ATU 560 Der Zauberring (Der Stein des Gockels)
- ATU 561 Aladin (KHM 116 Das blaue Licht)
- ATU 562 Der Geist im blauen Licht (KHM 116 Das blaue Licht)
- ATU 563 Der Tisch, der Esel und der Stock (KHM 36 Tischchen deck dich, Goldesel und Knüppel aus dem Sack)
- ATU 564 Die Zauberbörse
- ATU 565 Die Zaubermühle (KHM 103 Der süße Brei)
- ATU 566 Die drei Zauberdinge und die drei wunderbaren Früchte (KHM 54 Der Ranzen, das Hütlein und das Hörnlein, KHM 122 Der Krautesel)
- ATU 567 Das magische Vogelherz (KHM 60 Die zwei Brüder, KHM 122 Der Krautesel)
- ATU 567A Das magische Vogelherz und die getrennten Brüder
- ATU 569 Der Rucksack, der Hut und das Horn (KHM 54 Der Ranzen, das Hütlein und das Hörnlein)
- ATU 570 Die Rattenherde (KHM 165 Der Vogel Greif)
- ATU 570A Die Prinzessin und die Zauberschale
- ATU 570* Der Rattenfänger (Rattenfänger von Hameln)
- ATU 571 „Alle zusammenbleiben“ (KHM 64 Die goldene Gans)
- ATU 571B Liebhaber ausgesetzt
- ATU 571C Die beißende Puppe
- ATU 572* Der Kopf des bellenden Hundes, Die schlagende Axt, und so weiter
- ATU 575 Des Prinzen Flügel
- ATU 576 Das Zaubermesser
- ATU 577 Des Königs Aufgaben
- ATU 580 Von Frauen geliebt
- ATU 585 Spindel, Webschiffchen und Nadel (KHM 188 Spindel, Weberschiffchen und Nadel)
- ATU 590 Die treulose Mutter (KHM 121 Der Königssohn, der sich vor nichts fürchtet)
- ATU 591 Der stehlende Topf
- ATU 592 Der Tanz in Dornen (KHM 110 Der Jude im Dorn)
- ATU 593 Fiddevav
- ATU 594 Das magische Zaumzeug
- ATU 610 Die heilenden Früchte (KHM 165 Der Vogel Greif)
- ATU 611 Die Geschenke der Dämonen
- ATU 612 Die drei Schlangenblätter (KHM 16 Die drei Schlangenblätter)
- ATU 613 Die beiden Wanderer (KHM 107 Die beiden Wanderer)

#### Übernatürliche Können oder Wissen ATU 650–699
- ATU 650A Starker John (KHM 166 Der starke Hans)
- ATU 650B Die Suche nach einem starken Gefährten
- ATU 650C Der Jüngling der in Drachenblut badete
- ATU 652 Der Prinz dessen Wünsche immer wahr werden (KHM 76 Die Nelke)
- ATU 653 Die vier kunstreichen Brüder (KHM 129 Die vier kunstreichen Brüder)
- ATU 653A Das seltenste Ding der Welt
- ATU 653B Die Freier erwecken das Mädchen zum Leben
- ATU 654 Die drei flinken Brüder (KHM 124 Die drei Brüder)
- ATU 655 Die weisen Brüder
- ATU 660 Die drei Ärzte (KHM 118 Die drei Feldscherer)
- ATU 664* Der Soldat hypnotisiert den Wirt
- ATU 665 Der Mann, der wie ein Vogel flog und wie ein Fisch schwamm
- ATU 666* Hero und Leander
- ATU 667 Des Waldgeistes Pflegesohn (KHM 16 Die drei Schlangenblätter)
- ATU 670 Der Mann, der Tiersprachen versteht (KHM 17 Die weiße Schlange)
- ATU 670A Die Frau, die Tiersprachen versteht
- ATU 671 Die drei Sprachen (KHM 33 Die drei Sprachen)
- ATU 671D* Am nächsten Tag zu sterben
- ATU 671E* Ein Zauberjunge
- ATU 672 Die Krone der Schlange (KHM 105 Märchen von der Unke)
- ATU 672D Der Stein der Schlange
- ATU 672B* Schlangen hinauswerfen
- ATU 672C* Zeugenaussage der Schlange
- ATU 673 Das Fleisch der weißen Schlange (KHM 17 Die weiße Schlange)
- ATU 674 Inzest abgewendet durch sprechende Tiere
- ATU 675 Der faule Junge
- ATU 677 Eisen ist wertvoller als Gold (KHM 142 Simeliberg)
- ATU 677* Unter dem Meer
- ATU 678 Der König überträgt seine Seele auf einen Papagei
- ATU 681 Relativität der Zeit
- ATU 682 Meditation über die Trinität

#### Andere übernatürliche Geschehnisse ATU 700–749
- ATU 700 Däumling (KHM 37 Daumesdick, KHM 45 Daumerlings Wanderschaft)
- ATU 701 Das Riesenspielzeug
- ATU 703* Das künstliche Kind
- ATU 704 Prinzessin auf der Erbse
- ATU 705A Aus Obst (Fisch) geboren
- ATU 705B Aus Knie geboren
- ATU 705A* Die verbannte Ehefrau
- ATU 706 Das Mädchen ohne Hände (KHM 31 Das Mädchen ohne Hände)
- ATU 706B Die keusche Nonne
- ATU 706C Der Vater, der seine Tochter heiraten wollte
- ATU 706D St. Wilgefortis und ihr Bart
- ATU 707 Die drei goldenen Kinder (KHM 96 De drei Vügelkens)
- ATU 708 Das Wunderkind
- ATU 709 Schneewittchen (KHM 53 Schneewittchen)
- ATU 709A Die Schwester von neun Brüdern
- ATU 710 Das Kind unserer Herrin (KHM 3 Marienkind)
- ATU 711 Die schöne und die hässliche Zwillingsschwester
- ATU 712 Crescentia (KHM 3 Marienkind)
- ATU 713 Die Mutter, die mich nicht trug, aber nährte
- ATU 715 Halbhahn (KHM 27 Die Bremer Stadtmusikanten)
- ATU 715A Der wunderbare Hahn
- ATU 716* Die unerträgliche Sättigung
- ATU 720 Der Wacholderbaum (KHM 47 Vom Machandelbaum)
- ATU 725 Prophezeiung von künftiger Herrschaft (KHM 33 Die drei Sprachen)
- ATU 726 Die drei alten Männer
- ATU 729 Des Meermannes goldene Axt
- ATU 735 Des reichen und des armen Mannes Schicksal
- ATU 735A Pech eingesperrt
- ATU 736 Glück und Reichtum
- ATU 736A Der Ring des Polykrates
- ATU 737 Wer wird ihr künftiger Ehemann sein?
- ATU 737B* Die Frau, die Glück hat
- ATU 739* Das glückbringende Tier
- ATU 740* Der Bruder (der arme Mann) will sich hängen und findet einen Schatz
- ATU 745 Hatch-Pfennig
- ATU 745A Der vorherbestimmte Schatz

### Legendenmärchen und andere religiöse Geschichten ATU 750–849
- ATU 750–779 Gott belohnt und bestraft
- ATU 780–799 Die Wahrheit kommt ans Licht
- ATU 800–809 Zugang zum Himmel
- ATU 810–826 Dem Teufel versprochen
- ATU 827–849 andere religiöse Geschichten

### Realistische (novellenartige) Erzählungen ATU 850–999
- ATU 850–879 Beziehungen zwischen Männern und Frauen und Konflikte
- ATU 880–899 Prüfungen von Treue und Unschuld
- ATU 900–909 Die widerspenstige Frau
- ATU 910–919 Gute Ratschläge
- ATU 920–929 Kluge und schlagfertige Handlungen oder Antworten
- ATU 930–949 Schicksalserzählungen
- ATU 950–969 Räuber und Mörder (Peter der Erste als Dieb)
- ATU 970–999 Andere novellenartige Märchen

### Geschichten vom dummen Unhold (Riese, Teufel) ATU 1000–1199
- ATU 1000–1029 Arbeitsvertrag oder Wette
- ATU 1030–1059 Partnerschaft von Mensch und übernatürlichem Wesen
- ATU 1060–1114 Wettstreit von Mensch und Unhold
- ATU 1115–1199 Der Mensche überlistet den Unhold

### Schwänke und andere humoristische Erzählungen ATU 1200–1963
- ATU 1200–1349 Schildbürgergeschichten (Gruppennarren)
- ATU 1350–1439 Schwänke über Ehepaare
- ATU 1440–1524 Schwänke über junge und alte Frauen
- ATU 1525–1724 Schwänke über Männer
- ATU 1725–1849 Schwänke über Geistliche und andere Kirchenvertreter
- ATU 1850–1874 Schwänke über andere Berufe und über ethnische Gruppen
- ATU 1875–1965 Lügengeschichten

### Ketten- und Formelmärchen ATU 2000–2300
- ATU 2000–2199 Formelmärchen
- ATU 2200–2299 Fragegeschichten
- ATU 2300 Endlose Geschichten